# Linjetandkarp
Linjetandkarp (Aplocheilus dayi), även kallad pärltandkarp, är en fiskart i ordningen tandkarpar som finns i södra Indien, Sri Lanka och delar av Malackahalvön. Arten är en icke-annuell så kallad växtlekare inom gruppen äggläggande tandkarpar (Cyprinodontiformes). Den lever vanligtvis sötvatten i grunda, skugigga skogsbäckar med bottensubstrat av silt, men förekommer också i mangroveträsk med bräckt vatten, ofta tillsammans med Aplocheilus parvus. Den hålls även som akvariefisk.

## Utseende
Linjetandkarpen blir upp till och med nio centimeter lång, i fångenskap kanske en eller ett par centimeter längre. Arten uppvisar en tydlig könsdimorfism: hos honorna finns ett lätt bandmönster på bakkroppen, och honorna har också kortare och mer avrundade fenor än hanarna. En annan väl framträdande könsskillnad är att hanarna har svarta fläckar på bukfenorna.

## Fortplantning
Som alla andra Aplocheilus lägger linjetandkarpen helst sin rom nära eller vid vattenytan, gärna bland nedhängande, fintrådiga rötter av någon flytväxt – exempelvis musselblomma, simbräken, någon art av Ceratopteris eller Hydrocotyle – eller bland de tunna bladen hos någon art i särvsläktet. De är inte så kallade "romrövare" och äter normalt sett inte sina ägg, men om det inte finns finbladiga växter för ynglen att gömma sig bland kan det hända att vuxna fiskar äter upp de egna ynglen. Arten är ganska lätt att föröka i fångenskap.

## Linjetandkarp som akvariefisk
Som många andra akvariefiskar behöver den passande skötsel, utrymme och inredning i akvariet, liksom en näringsriktig utfodring. Den är dock ganska robust och tålig och anses därför som en lämplig nybörjarart för de akvarister som är intresserade av att hålla tandkarpar i akvarium. Den är inte särskilt aggressiv gentemot andra fiskar, vilket flera arter av äggläggande tandkarp annars ofta är.